# Runaway Blues
Pour plus de détails, voir Fiche technique et Distribution.
Runaway Blues (飈城, Biao cheng) est un film d'action hongkongais réalisé par David Lai et sorti en 1988 à Taïwan et en 1989 à Hong Kong. En raison de ses scènes violentes, il est classé Catégorie 3 (interdit aux moins de 18 ans) à sa sortie.
Il totalise 5 661 927 HK$ de recettes au box-office.

## Synopsis
Lam Kong (Andy Lau), un membre des triades du Sud de Taïwan, s'envole pour Hong Kong afin de tuer un chef de triade rival (Blackie Ko) durant une course de moto. Il se cache chez la maîtresse du chef de triade Nip Ching, Sue (Shirley Lui), qui est également l'amante de Chiu Kwai, le subalterne de Nip (Sunny Fong). Nip apprécie beaucoup Kong pour son bon travail et accepte de l'aider dans ses affaires avec Chui Kwai.
L'inspecteur Ronny Cambridge (Robert Zajac) enquête sur les activités illégales de Nip et Chiu et, après la mort de son informateur, fait du chantage à Kong pour qu'il devienne son nouvel informateur. Celui-ci subit des pressions mais Sue le réconforte et l'encourage. En passant du temps ensemble, Kong et Sue tombent progressivement amoureux l'un de l'autre.
Lors d'une transaction de montres Rolex entre Chiu et un membre de la triade chinoise, Wah (Kelvin), les marchandises disparaissent soudainement et Wah est soupçonné par Kong de les avoir volées. Persécuté par Wah, Kong s'enfuit à Canton, avant de finalement se rendre à Macao et projette de ramener Sue avec lui à Taïwan.

## Fiche technique
- Titre original : 飈城
- Titre international : Runaway Blues
- Réalisation : David Lai
- Scénario : Lai Kit
- Photographie : Mark Lee Ping Bin
- Montage : Marco Mak
- Musique : Law Wing-fai
- Production : Wallace Cheung
- Société de production : Movie Impact
- Société de distribution : Tomson Films
- Pays d'origine :  Hong Kong
- Langue originale : cantonais, mandarin, japonais et anglais
- Format : couleur
- Genre : action et film de gangsters
- Durée : 92 minutes
- Dates de sortie :
  -  Taïwan : 24 décembre 1988
  -  Hong Kong : 3 mars 1989

## Distribution
- Andy Lau : Lam Kong
- Shirley Lui : Sue Shek
- Ngok Ling : la petite amie taïwanaise de Kong
- Sunny Fong : Chiu Kwai
- Blackie Ko : le chef de triade rival
- Kelvin Wong : Wah
- Tanny Tien : la femme de Nip Ching
- Chan King-cheung : Nip Ching
- Robert Zajac : Ronny Cambridge
- Cheung Sai
- Ng Ping-nam
- Chu Tai
- So Lai-chu
- Hon San